# ヨハン・カスパー・ツォイス
ヨハン・カスパー・ツォイス（ドイツ語: Johann Kaspar Zeuss/Zeuß、1806年7月22日-1856年11月10日）はドイツの歴史家。ケルト学の実質的な創設者であり、主著の一冊『ケルト語文法』においてケルト諸語が印欧語族に属することを実証した功績を認められている。

## 生涯
バイエルン王国・クローナハのフォークテンドルフにて誕生、バンベルグのギムナジウムで教育を受ける。聖職に就くことを希望していた両親に反して研究職を選び、特に歴史や言語の研究に傾倒した。
ミュンヘン大学に入学し、卒業後はミュンヘンのギムナジウムでヘブライ語を教える。1837年には Die Herkunft der Baiern von den Markomannen を出版し、これによってエアランゲン大学から名誉Ph.D.号を授与された。
同年、シュパイアーのリツェーウムで歴史を教えるためにこの地に赴き、ミュンヘン大学の歴史学教授の職を得る1847年までここに残った。しかし、健康上の問題でミュンヘン大学の教授職を辞し、バンベルグのリツェーウムへと移る。
1853年この地で『ケルト語文法』を出版。これは以後半世紀以上に渡って古ケルト諸語の最も信頼のおける研究書とみなされる、記念碑的な業績であった。発表の2年後、健康回復のために休暇を取得したものの、翌年クローナハで死亡している。

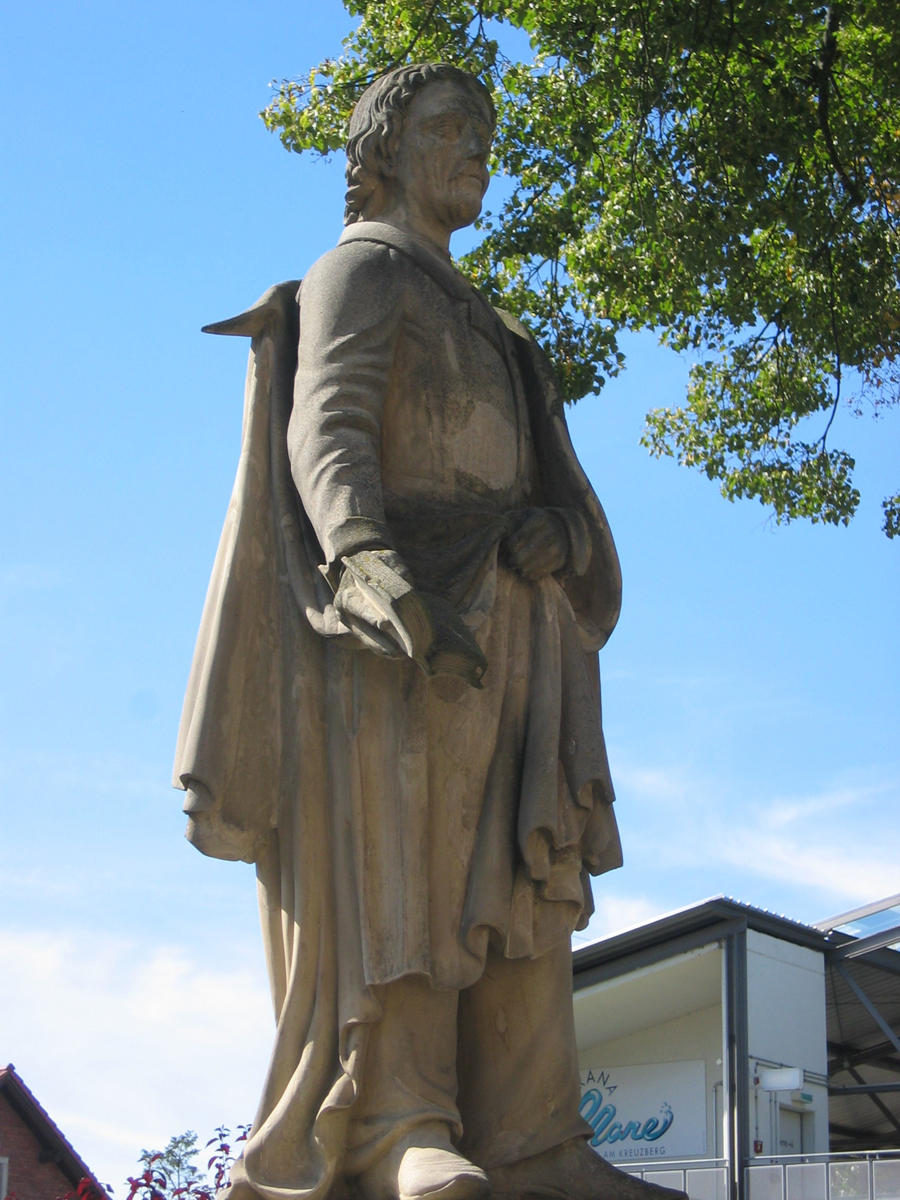
クローナハの銅像